# Labastide-Clermont
Labastide-Clermont település Franciaországban, Haute-Garonne megyében. Lakosainak száma 682 fő (2022. január 1.). Labastide-Clermont Savères, Bérat, Bois-de-la-Pierre, Gratens, Lautignac és Pouy-de-Touges községekkel határos.

## Népesség
A település népességének változása:
| Lakosok száma | 291  | 325  | 347  | 613  | 686  | 668  | 664  | 675  | 680  | 682  |
|               | 1968 | 1982 | 1990 | 2006 | 2013 | 2015 | 2017 | 2019 | 2020 | 2022 |